# Hydroponika

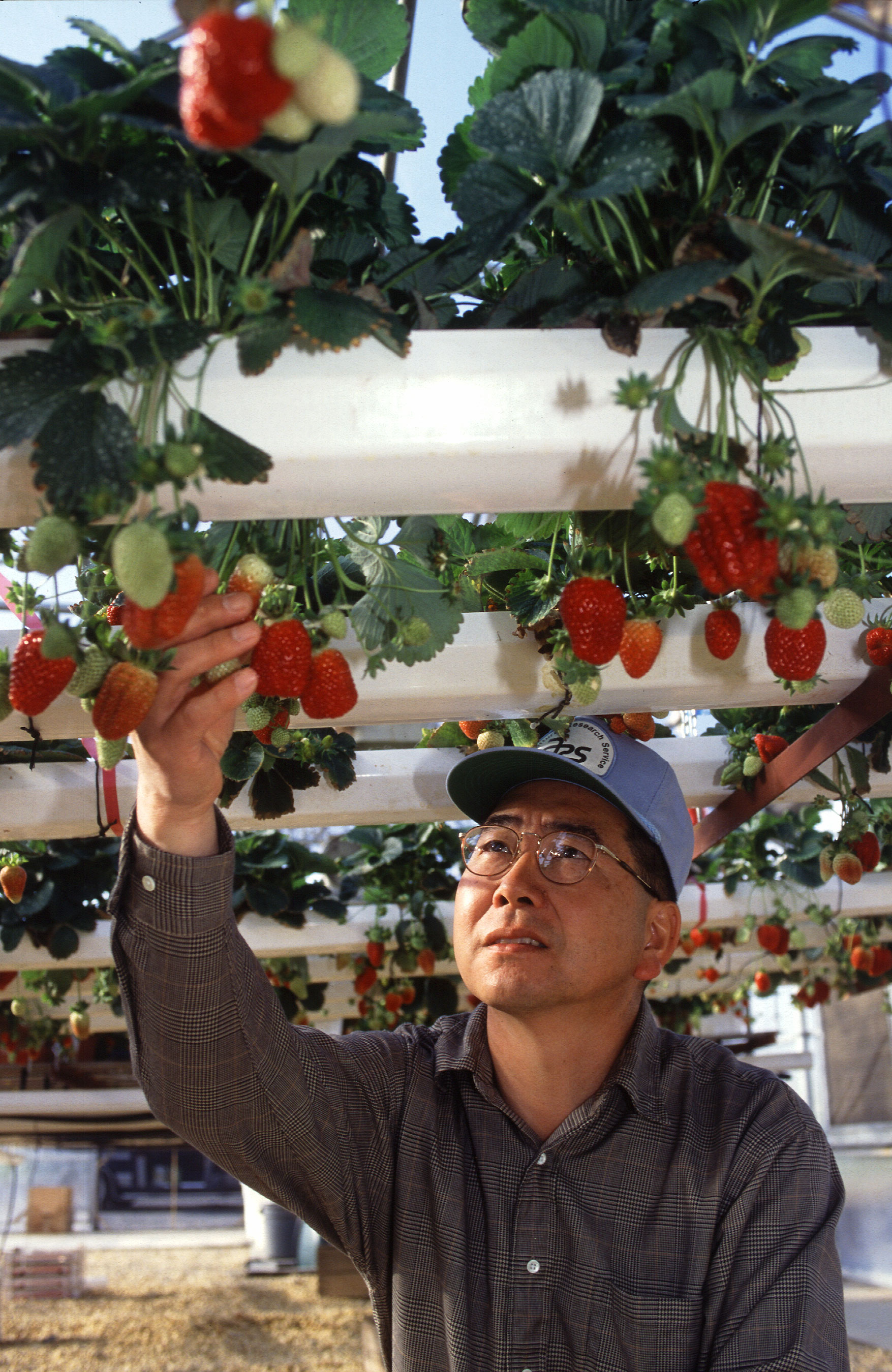
Uprawa hydroponiczna truskawki

Hydroponika, uprawa hydroponiczna, kultura wodna – bezglebowa uprawa roślin na pożywkach wodnych roztworów soli mineralnych, umożliwiająca produkcję roślinną w sztucznych warunkach domowych, jak i na skalę przemysłową, głównie w szklarniach i namiotach. Szczególnie przydatna do uprawy warzyw, kwiatów oraz ziół.
Metoda ta była wykorzystana po raz pierwszy w 1868 do badań z zakresu fizjologii roślin, przez niemieckiego botanika Wilhelma Knopa.
Termin „hydroponika” został ukuty przez Williama Fredericka Gerickego, który szeroko zajmował się tego typu uprawą w Kalifornii, w latach 30. XX wieku.

## Korzyści płynące z uprawy hydroponicznej
- możliwość zakładania upraw na terenach nieprzydatnych pod uprawę ziemną, np. na terenach suchych
- brak ograniczeń w zakresie zmianowania roślin – można uprawiać po sobie dowolne rośliny, w tym również w monokulturze, ponieważ nie występuje zjawisko zmęczenia gleby
- wyższe plony, dzięki gęstszemu siewowi oraz szybszemu wzrostowi i rozwojowi roślin
- niższe skażenie produktów z uwagi na niestosowanie pestycydów oraz niepobieranie z gleby metali ciężkich
- możliwość przesunięcia kwitnienia i owocowania poza normalny sezon
- wyeliminowanie niektórych ciężkich prac ręcznych (wymiana ziemi, kopanie, motyczenie i in.)
- oszczędność wody

## Hydroponika domowa
Uprawa hydroponiczna jest możliwa także w warunkach domowych. Na rynku jest wiele donic i doniczek ze zintegrowanymi systemami gromadzącymi wodę w granulacie i ze wskaźnikiem poziomu wody. Zalety takiej uprawy to:
- eliminacja ziemi i obecnych w niej alergenów, takich jak roztocza
- niewielka ilość miejsca do prawidłowego wzrostu
- możliwość kontrolowania bryły korzeniowej
- możliwość kontrolowania ilości wody w donicy
- wydłużony okres pomiędzy podlewaniami
- zmniejszenie częstości przesadzania roślin
- rośliny w uprawie hydroponicznej bardziej podnoszą wilgotność powietrza w porównaniu do roślin w tradycyjnej uprawie ziemnej

Prawie każdą roślinę można uprawiać hydroponicznie. Za pewną formę hydroponiki można uznać stosowany powszechnie wysiew rzeżuchy (pieprzycy siewnej) na wilgotnej ligninie, w tym jednak przypadku rośliny, przeznaczone do spożycia jako kiełki nie otrzymują pożywki złożonej z substancji mineralnych, a ich rozwój odbywa się tylko dzięki substancjom zgromadzonym w nasieniu.